# ヤマハ・ベンチャーロイヤル
ベンチャーロイヤル（Venture Royal）は、ヤマハ発動機が製造販売していたツアラータイプのオートバイ。

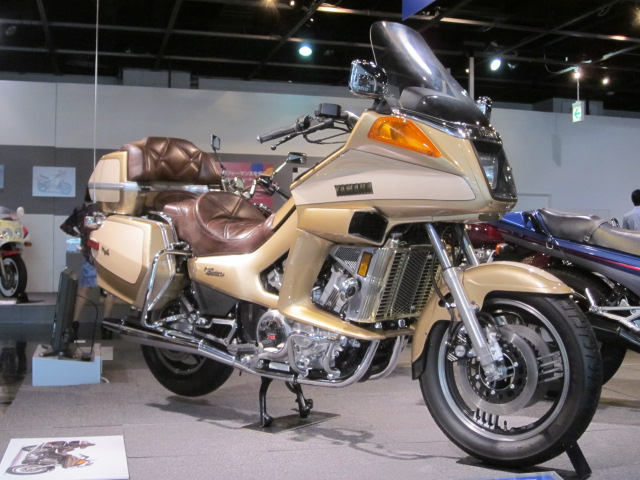
大型フェアリングにリアのハードケースが標準装備された本格クルーザーモデル

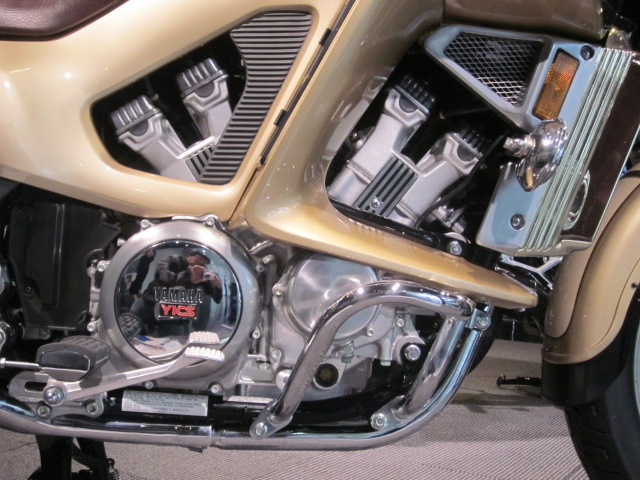
後に1200ccから1300ccへ排気量がアップされた70°V型4気筒DOHCエンジン

## 概要
ベンチャーロイヤルは各種の自動機能を備えた豪華装備の最高級ツアラーとして1983年に発売された。
初期モデルでは排気量1200ccクラスだったが、後に1300ccクラスへと拡大した。派生車種として、一部の機能を省略した廉価版のベンチャーがある。
搭載された水冷DOHC4バルブV型4気筒エンジンは、1985年に発売されたドラッグスタイルのスポーツクルーザーV-MAXに搭載されたエンジンのベースとして採用された。
また、同系のエンジンは1996年に発売されたクルーザーモデルロイヤルスターにも採用された。
なお、ロイヤルスターの派生モデルである「ロイヤルスター・ベンチャー」は、ベンチャーの名が示す通りにそのコンセプトを受け継ぎ、ウインドシールド付きの大型フェアリング、パニアケース、トップケース、バックレストなどを装備したグランドツアラーモデルとなっている。

## モデル一覧
- XVZ12（排気量1,198cc）※初期型（1983年 - 1984年）
- XVZ13D（排気量1,294cc）※後期型（1986年 - 1993年）

## 関連項目

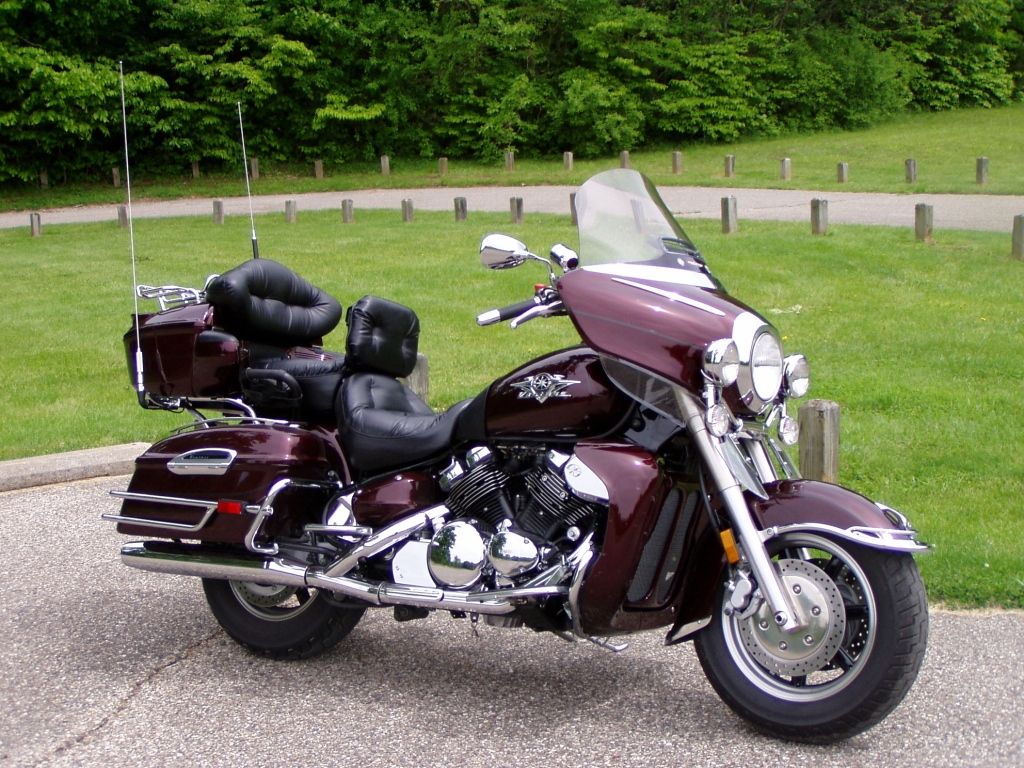
Royal Star Venture